# Gibbon cendré
Hylobates moloch
Espèce
Statut de conservation UICN

 EN C2a(i) : En danger
Statut CITES
Le gibbon cendré appelé quelquefois gibbon argenté, gibbon moloch ou gibbon de Java (Hylobates moloch) est un primate de la famille des hylobatidae ou gibbons.
Le couple est formé pour la vie et reste très uni : ils dorment assis sur une branche, serrés les uns contre les autres, contrairement aux orangs-outans par exemple, qui se fabriquent un nid dans les arbres pour dormir. Le couple défend fermement son territoire. Il a un relativement petit territoire d'environ 17 ha. Les femelles chantent plusieurs fois par jour pour avertir être sur son territoire et si des étrangers sont repérés les mâles lancent des cris haut et fort pour écarter les intrus.

## Description
Il n'y a pas de dimorphisme sexuel. L'adulte mesure de 45 à 64 cm et pèse autour de 5,5 kg. Sa fourrure est gris bleuté avec le sommet de la tête gris foncé ou noir. Comme tous les gibbons, il n'a pas de queue et ses bras sont longs par rapport à son corps.

## Répartition et habitat
Le gibbon cendré est endémique à l'île de Java en Indonésie. Il vit dans la forêt tropicale humide de basse altitude et de basse montagne. Il est arboricole et diurne, grimpe dans les arbres et saute d'arbre en arbre habilement à travers les forêts.

## Alimentation
Il est principalement frugivore, il se nourrit également de feuilles et de fleurs. Il mange parfois des larves.

## Reproduction
Le gibbon cendré vit en couple. Tous les trois ans, en moyenne, les femelles donnent naissance à un seul jeune, après sept mois de gestation. Le jeune est allaité pendant environ 18 mois et vit avec le groupe familial jusqu'à ce qu'il ait atteint sa pleine maturité à environ 8 ans.

## Sous-espèces
Il existe deux sous-espèces de gibbon cendré :
- le gibbon cendré occidental (Hylobates moloch moloch)
- le gibbon cendré oriental (Hylobates moloch pongoalsoni)

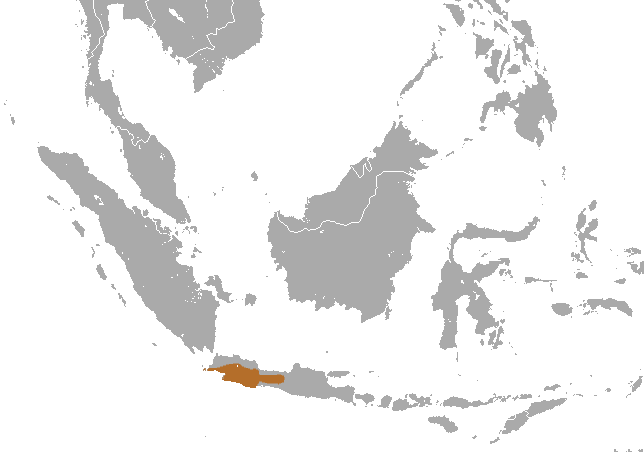
Répartition géographique

## Menaces et conservation
Le gibbon cendré figure parmi les primates les plus menacés. Il est inclus dans la première liste des 25 espèces de primates les plus menacés dans le monde publiée en 2000. Il est classé comme En danger critique d'extinction sur la liste rouge UICN des espèces menacées de 2007. Il y a un risque de 50 % de le voir disparaître dans les dix prochaines années. La destruction de son habitat dans l'île surpeuplée de Java continue de réduire ses effectifs sauvages. Beaucoup de gibbons sont également perdus à cause du commerce illégal d'animal de compagnie, lorsque les adultes sont abattus afin que leurs bébés puissent être vendus sur les marchés comme animaux de compagnie. Il y a moins de 2 000 Gibbons cendrés dans la nature considérés comme génétiquement viables pour la poursuite de l'espèce. Il existe également une douzaine de petites populations non viables. En dehors de ces populations sauvages de nombreux Gibbons cendrés sont détenus comme animaux de compagnie dans toute l'Indonésie et en Malaisie.
Plusieurs zoos essaient d'assurer la survie de l'espèce mais malgré ces efforts, la survie de cette espèce n'est pas assurée.

## Galerie

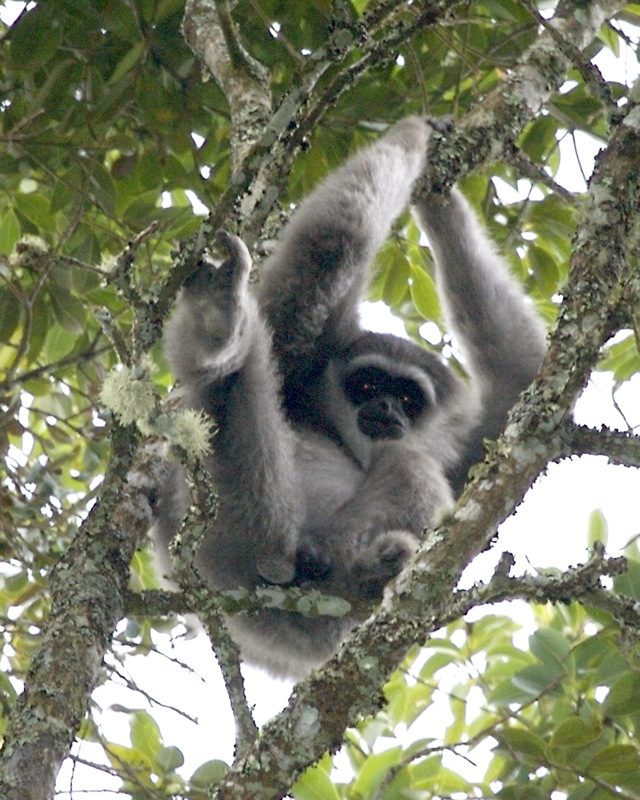
Gibbon cendré